# Love Letters
Love Letters és una pel·lícula estatunidenca dirigida per William Dieterle, estrenada el 1945.

## Argument
Roger Morland (Robert Sully) demana el seu company d'armes, Allen Quinton, que escrigui en nom seu cartes d'amor a Victòria, jove a la que va conèixer en un encontre breu a Anglaterra abans de ser enviat al front italià. En les cartes pot expressar sentiments que mai no ho faria en persona. S'adona que Victòria s'ha enamorat amb les cartes i li preocupa que el decebi el real Roger.
Quan retorna a casa, Alan s'assabenta que Roger ha mort. Quan intenta buscar Victòria se li diu que també ha mort, i li diuen que la mort de Roger pot haver estat un assassinat. En una festa troba i s'enamora d'una dona misteriosa anomenada Singleton (Jennifer Jones), que pot tenir la clan d'aquestes morts, però està patint d'amnèsia.

## Repartiment

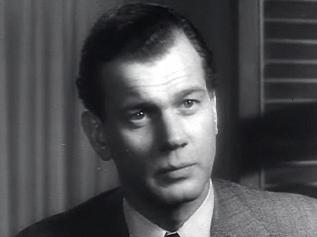
Joseph Cotten

- Jennifer Jones: Singleton / Victoria Morland
- Joseph Cotten: Allen Quinton
- Ann Richards: Dilly Carson
- Cecil Kellaway: Mac
- Gladys Cooper: Beatrice Remington
- Anita Louise: Helen Wentworth
- Robert Sully: Roger Morland
- Reginald Denny: Phillips
- Ernest Cossart: Bishop
- Byron Barr: Derek Quinton
- Arthur Hohl (no surt als crèdits): Jupp

## Premis i nominacions

### Nominacions
- 1946: Oscar a la millor actriu per Jennifer Jones
- 1946: Oscar a la millor banda sonora per Victor Young
- 1946: Oscar a la millor cançó original per Victor Young (música) i Edward Heyman (lletra) per la cançó "Love Letters"
- 1946: Oscar a la millor direcció artística per Hans Dreier, Roland Anderson, Sam Comer, Ray Moyer